# Cryptomonas
A Cryptomonas a Cryptophyta névadó nemzetsége, melyet a német Christian Gottfried Ehrenberg hozott létre 1831-ben. Édes- és brakkvízben gyakoriak, a tavakban nagyobb mélységben virágoznak. Általában barnák vagy zöldek, elöl bemélyedéssel. Nem ismert toxinképző fajuk. Kis zooplanktonként használják kis halak etetésére halfarmokon. Számos faját DNS-szekvenálással azonosították. Cryptomonas can be found in several marine ecosystems in Australia and South Korea.
A Limnomysis benedeni számos európai folyami és tavi ökoszisztémában sikeres invazív faj, mely a Brachionus calyciflorusról (egy zooplanktonikus kerekesféreg) egy Cryptomonas-fajra már a kettő biomasszájának egyenlősége mellett vált.

## Etimológia
A Cryptomonas „rejtett egysejtűt” jelent a görög κρυπτος, rejtett szóból és a -monas utótagból.

## Genom
A Cryptomonas-fajokban 4 genom található, ezek a sejtmag, a nukleomorf, a plasztisz és a mitokondrium genomjai. A plasztiszé 118 kbp-os és ősi vörösmoszat endoszimbiózisából származik. A nemzetség genomszerkezeteinek tanulmányozása az életszakasz-alapú dimorfizmusa meghatározásához volt fontos.
A nukleomorfok összehasonlításával génvesztést, pszeudogenizációt és független genomredukciókat mutattak ki a Cryptomonas nem fotoszintetikus fajaiban.

## Funkció
A Cryptomonas fotolitotróf, oxigénképző szénkötő élőlény, így az édesvízi környezetek széntartalmához fontosak.

## Szaporodás
A Cryptomonas kora nyáron, az édesvízi fajok szaporodásakor szaporodik. Mintegy 10 percig tartó mitózissal szaporodik. Nem figyelték meg ivaros szaporodását számos más Cryptophyceae-nemzetséghez hasonlóan.

## Sejtszerkezet

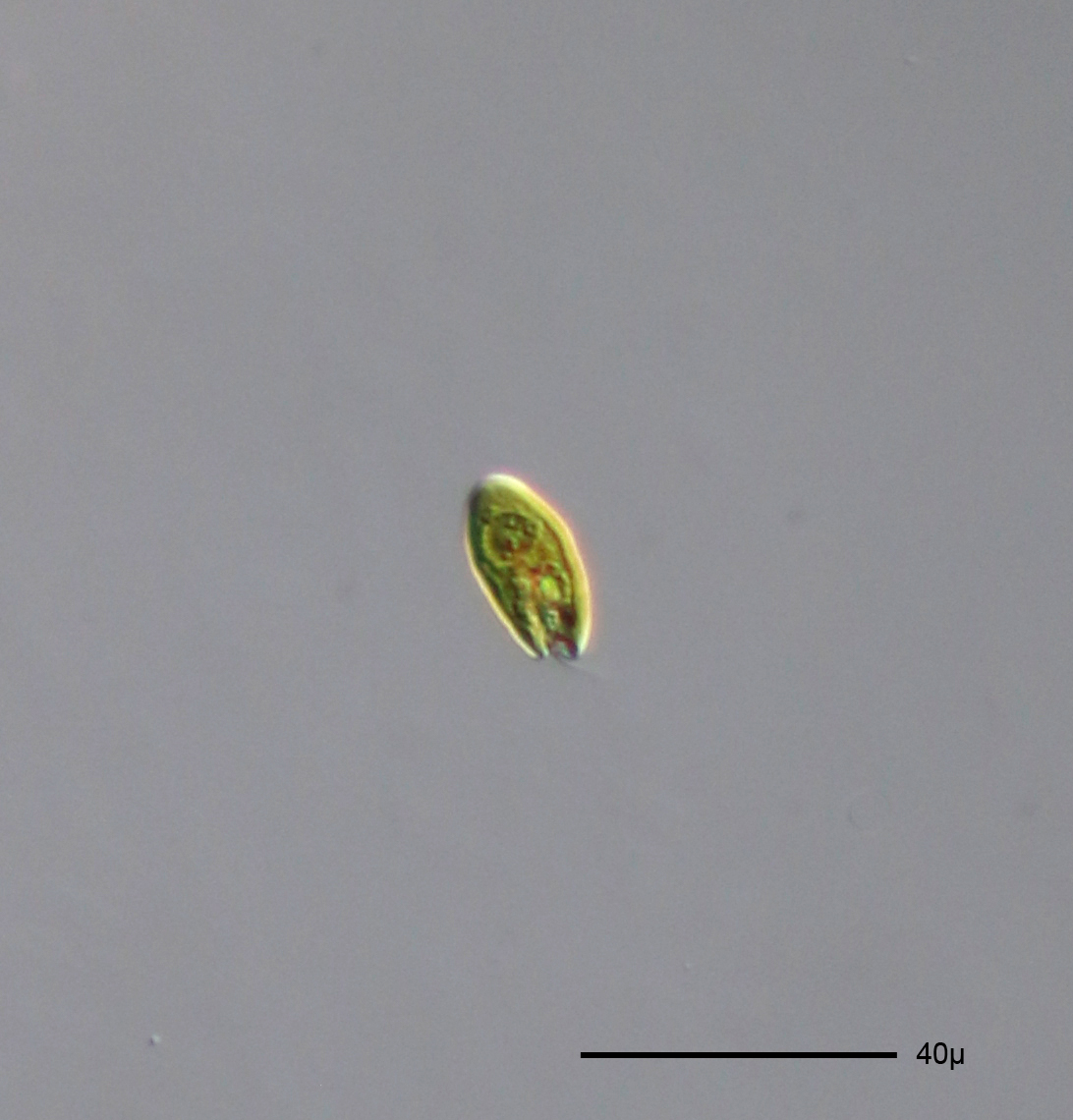
Cryptomonas platyuris

Aszimmetrikusak, kívül átlátszó sejtmembránnal. Ezen nincs csilló. Sejtjei viszonylag nagyok (átlagosan 40 μm), gyakran oválisak vagy ovoidok. Két, nem egyenlő méretű ostoruk van, közülük a rövidebb görbe, a hosszabb egyenes. A sejthez 4 mikrotubulus-gyökér rögzíti őket. Ezenkívül az ostorokon kis szőrszálak vannak a jobb mozgáshoz. A víz be- és kiáramlását irányító kontraktilis vakuólumaik vannak.
Két csónak alakú plasztiszuk van. Szekunder endoszimbiózisban fagotróf elődje vörösmoszatot kebelezett be és redukált 4 membrános összetett plasztisszá. Fikobiliszómái addig redukálódtak, míg csak fikoeritrin maradt. A fikoeritrobilin, egy vörös fikobilinpigment-típus cianobaktériumokban, vörösmoszat-kloroplasztiszokban és egyes Cryptomonas-tagokban is ismert. A fikoeritrobilin a fikoeritrinben, a fotoszintézis végső energiaakceptorában található kromofor. A fikoeritrin a tilakoid lumenbe került megváltozott kromofor-összetétellel, így legalább 7 különböző abszorpciós spektrumú fikobiliprotein jött létre. A Cryptomonas kiegészítő pigmentje a bíbor fikoeritrin 566, mely barnás színt ad nekik.

## Viselkedés
A Cryptomonas nagy, lassan nő és korlátozott tápanyagtartalmú. A fotoszintézishez és a baktériumevéshez megfelelő mélység eléréséhez, valamint predátorai elkerüléséhez mozog. Általában maximum 102 m mélységben, –1,4 és 1,5 °C közt található. Feltehetően csekély verseny mellett növekszik és él túl. Aktívan úszik, mozgás közben forog, pályája néha helikális.

## Dimorfizmus
Életszakasz-alapú dimorfizmusát először 1986-ban írták le. A Proteomonasban, a Cryptophyceae másik nemzetségében e két alak méretbeli különbsége nagy, ami felfedezéséhez és elismeréséhez vezethetett. A Cryptomonas egy másik dimorf nemzetség.
Hagyományosan 3 nemzetségbe (Chilomonas, Cryptomonas, Campylomonas) osztották. További molekuláris elemzések előtt főleg morfológiailag (például sejtméret, alak, plasztiszok száma és színe) írták le. Azonban ezek ismereteinek hiánya és az élő sejtek fénymikroszkóp alatti elégtelen láthatósága miatt nehéz volt meghatározni. Továbbá nem voltak az élőlények különböző szakaszai észleléséhez megfelelő laboratóriumi körülmények.
A mélyedés-száj rendszer sokáig a nemzetségek besorolására használt rendszer volt. A Cryptophyceae legtöbb nemzetsége a kettő közül csak az egyikkel rendelkezik, de a Cryptomonasban mindkettő jelen van, komplexet alkotva. E komplexet a sejtek táplálékuk emésztésére használják. Ekörül ejektoszómák vannak. Korábban a nemzetségek besorolásához különböző laptextúrákat használtak. Például a ventrális komplex egyik oldala felé nyúló mélyedési lemez a Campylomonasban létra alakú, a Cryptomonasban szálas. Továbbá a Cryptomonasban a plasztisz körüli belső rész sokszög alakú lemezekből áll, míg a Campylomonasban folyamatos lapos réteg.
Későbbi tanulmányok során azonban a három nemzetséget egy dimorf nemzetségnek kell tekinteni. A korábban a Cryptomonast a Campylomonastól megkülönböztetőnek vélt jegyek, például a periplasztisztípus a dimorf csoportokban jelen vannak, vagyis a periplasztisztípusok egy taxon életszakaszaival függnek össze. A periplasztisztípus és más, korábban nemzetségek és fajok megkülönböztetésére használt jellemzők taxonómiai jelentőségének értékelésére molekuláris filogenetikai elemzéseket használtak két magi riboszomális DNS-rész (ITS2, részleges LSU-rDNS) és egy nukleomorf-riboszomálisgén (SSU-rDNS) tanulmányozásával. Ez alapján molekuláris bizonyíték van a Cryptomonas életszakasz-alapú dimorfizmusára: a Campylomonas a Cryptomonas másik alakja, a Campylomonas és a Chilomonas a Cryptomonas szinonimái.

## További kutatások
A fikoeritrobilin-tartalmú plasztiszok mellett a kampilomorfok fotoszintetikus pigment nélküli leukoplasztiszokkal is rendelkeznek.
Mivel a fotopigmentek elvesztése megkülönbözteti a leukoplasztiszt tartalmazó Cryptophyta-tagokat a Cryptomonastól, a „Chilomonas” Cryptomonasba helyezése vitatott volt. A leukoplasztiszok eltűnésének módja és ideje ismeretlen.

## Fajok
Az alábbi fajok ismertek:
- Cryptomonas ampulla Playfair
- Cryptomonas anomala F. E. Fritsch, 1914
- Cryptomonas appendiculata Schiller, 1957
- Cryptomonas baltica (G.Karsten) Butcher, 1967
- Cryptomonas borealis Skuja, 1956
- Cryptomonas brevis J.Schiller
- Cryptomonas commutata (Pascher) Hoef-Emden, 2007
- Cryptomonas compressa Pascher, 1913
- Cryptomonas croatanica P. H. Campbell, 1973
- Cryptomonas curvata Ehrenberg, 1831
- Cryptomonas cylindracea Skuja, 1956
- Cryptomonas czosnowskii Kisselev
- Cryptomonas erosa Ehrenberg, 1832
- Cryptomonas gemma Playfair
- Cryptomonas gracilis Skuja
- Cryptomonas gyropyrenoidosa Hoef-Emden et Melkonian, 2003
- Cryptomonas marssonii Skuja, 1948
- Cryptomonas maxima Playfair
- Cryptomonas mikrokuamosa R. E. Norris, 1964
- Cryptomonas nasuta Pascher
- Cryptomonas oblonga Playfair
- Cryptomonas obovata Czosnowski, 1948
- Cryptomonas obovoidea Pascher, 1913
- Cryptomonas ovata Ehrenberg, 1832
- Cryptomonas paramaecium (Ehrenberg) Hoef-Emden et Melkonian, 2003
- Cryptomonas parapyrenoidifera Skuja
- Cryptomonas pelagica H. Lohmann
- Cryptomonas phaseolus Skuja, 1948
- Cryptomonas platyuris Skuja, 1948
- Cryptomonas profunda R. W. Butcher, 1967
- Cryptomonas prora W. Conrad et H. Kufferath
- Cryptomonas pyrenoidifera Geitler, 1922
- Cryptomonas rhynchophora (W.Conrad) Butcher
- Cryptomonas richei F.E.Fritsch, 1914
- Cryptomonas rostrata Skuja, 1948
- Cryptomonas splendida J. Czosnowski
- Cryptomonas tenuis Pascher
- Cryptomonas testacea P. H. Campbell, 1973
- Cryptomonas tetrapyrenoidosa Skuja, 1948

## Fordítás
Ez a szócikk részben vagy egészben  a   Cryptomonas című angol Wikipédia-szócikk ezen változatának fordításán alapul.  Az eredeti cikk szerkesztőit annak laptörténete sorolja fel. Ez a jelzés csupán a megfogalmazás eredetét és a szerzői jogokat jelzi, nem szolgál a cikkben szereplő információk forrásmegjelöléseként.